# Fergeteges hétvége (Így jártam anyátokkal)
A Fergeteges hétvége az Így jártam anyátokkal című televízió-sorozat nyolcadik évadának tizennyolcadik epizódja. Eredetileg 2013. február 25-én vetítették, míg Magyarországon 2013. november 4-én.
Ebben az epizódban Barney segít új partnert találni Tednek az esküvőre, méghozzá a Taktikai Könyv alapján. Egy kiállítás megnyitóján, ahol Lily jó benyomást akar kelteni, Marshall akaratlanul is felhívja magára a figyelmet.

## Cselekmény
Barney felébred az éjszaka közepén, amikor azt álmodta, hogy az egyik rég tervezett trükkjét, a "Fergeteges hétvégét" csinálta éppen. Robint bosszantja a dolog, de Barney megnyugtatja, hogy ha megtehetné, újra elégetné a Taktikai Könyvet, és hogy nem fogja megcsinálni a trükköket, csak álmában jelennek meg. Aztán amikor aznap éjjel a "Fergeteges hétvége 2"-ről is álmodik, azzal végképp felidegesíti Robint.
Másnap a bárban Lily örömmel újságolja, hogy ő és Marshall aznap este egy kiállítás megnyitójára mennek, és szeretne egy festőművésznél, Strickland Stevens-nél jó benyomást kelteni, hogy ő szerezhesse meg a legjobb képeit. Marshall azt mondja, hogy ő majd művészeti témájú viccekkel fogja őt szórakoztatni, hogy segítsen. Megérkezik Ted, aki az esküvői meghívóra beírta, hogy Jeanette-tel fog érkezni, amin mindenki felháborodik. Később, amikor felmegy a lakásába, minden szét van verve: Jeanette megnézte az e-mailjeit, és az egyiket egy nő küldte neki, amitől dührohamot kapott, míg ki nem derült, hogy az csak egy spam volt. Ted szerint ez teljes őrültség, mire Jeanette közli, hogy szakít vele. Habár Jeanette teljesen őrült, viszont a szex nagyon jó vele, ezért Ted úgy dönt, visszaszerzi őt.
Csakhogy ekkor álruhában közbelép Barney, aki közli vele egyetlen szabályát: az új mindig jobb. Elmondja, hogy a Taktikai Könyv segítségével fog neki új partnert találni, ugyanis nem az igazi könyvet égette el, hanem csak egy másolatát. Kitalálják, hogy Tedet egy fülhallgató segítségével fogja irányítani a lakásból, figyelve a reakciókat. Több trükköt is kipróbálnak, de ezek közül egyik sem válik be. Közben megérkezik Robin, aki meglátja a Taktikai Könyvet, és szó nélkül elrohan. Barney közli Teddel, hogy el kell mennie, de ne csináljon semmi hülyeséget. Míg Barney távol van, megérkezik a bárba Jeanette, félrelöki Ted újabb próbálkozását, majd csókolózni kezdenek.
Barney bocsánatot kér Robintól, és azt mondja, képtelen lett volna megsemmisíteni a könyvet – Robin szerint viszont meg kell tennie. Hamarosan házasok lesznek, és nem hazudhat neki soha. Barney szerint a hazudozás megy neki a legjobban, és emiatt is jöttek össze, mert minden hazugság mélyén az van, hogy mennyire szereti őt, és amikor ezt mondja, akkor nem hazudik. Meggyőzi Robint, és a nagyobb nyomaték kedvéért bűvésztrükkel virágcsokrokat húz elő a kabátjából.
A kiállítás megnyitójára Marshall egy csomag Skittles cukorkával készült, ugyanis úgy véli, hogy ott nem lehet semmit sem enni. Jövőbeli Ted szerint ez volt az utolsó csomag Skittles, amit Marshall valaha is vett. Próbálkozott barátságos lenni a rendezvényen, nem sok sikerrel, így eldöntötte, hogy nem fogja kínos helyzetbe hozni Lilyt. Aztán Strickland egyperces néma csöndet kért a halott nagymamája emlékére, miközben a Skittles zacskója szétszakadt, a cukorkák pedig szanaszét gurultak a földön, hangos pattogás közepette. Bocsánatot kér Lilytől, amiért szégyenbe hozta, és megemlíti, hogy a Tini nindzsa teknőcös vicceket nem fogja elsütni. Amikor ezt Strickland meghallja, kiderül, hogy ő is nagy Tini nindzsa teknőcök-rajongó, így oldottá válik a hangulart.
Jeanette megtalálja Ted lakásán a Taktikai Könyvet, és dührohamot kap. Ted üzenetet ír Lilynek és Marshallnak, akik gyorsan a házához rohannak. Ted az utcán ül, Jeanette pedig dobálja ki a holmijait az ablakon. A Taktikai Könyvhöz tűzijátékot ragasztott és azzal fenyegetőzik, hogy felrobbantja az egészet. Ted könyörög, hogy ne tegye, mert ez Barney élete munkája, de Barney azt mondja, hogy csak nyugodtan tegye meg. Ted kihúzza Jeanette nevét az esküvői meghívóról, majd közli a többiekkel, hogy elege van a randizgatásokból, meg akar állapodni. Jövőbeli Ted szerint most először az életben ezt komolyan is gondolta. A Taktikai Könyv megsemmisül, és ezután Jeanette felgyújtja Ted piros csizmáját is.

## Kontinuitás
- Barney ugyanazt az öregemberes jelmezt használja, mint a "Jófajta hülyeség" című részben.
- Barney először a "Romboló építész" című részben jelentette ki, hogy az új mindig jobb, és a "Szívzűrök" című részben állította azt, hogy csak egy szabálya van.
- A Taktikai Könyv másolata "A ló túloldalán" című részben semmisült meg.
- Tednek "Az esküvő" című epizódban kis problémát jelentett, hogy kit vigyen magával.
- A "vissza fogom őt szerezni" című kijelentést Ted a "Háromnapos havazás" című részben vetítette előre.
- Ted kódneve a rádióban Neruda. Pablo Neruda Ted kedvenc költője.
- Tednél van egy kép, amelyen Barack Obama látható, alatta "apu" felirattal. A "Robin: Kezdőknek" című részben mondta Barney, hogy egyszer egy trükk kedvéért kiadta magáról, hogy ő Barack Obama Jr. "A pucér pasi" című részben pedig egyszer azt hazudta magáról, hogy fekete.

## Jövőbeli visszautalások
- Noha azt mondta, hogy nincs több randi és meg akar állapodni, a "Lovagias Ted" című részben megpróbál társaságot keríteni magának a hétvégére.
- A "Feltámadás" című epizódban azt hazudják Barneynak, hogy megcsinálták a "Fergeteges esküvő" című trükköt.

## Érdekességek
- Barney "Fergeteges hétvége" című trükkje a "Hóbortos hétvége" című film kifigurázása.

## Vendégszereplők
- Abby Elliott – Jeanette Peterson
- Chris Smith – Strickland Stevens
- Maliabeth Johnson – Emma (Lisa)

## Zene
- The Jetzons – When The Sun Goes Down
- Creedence Clearwater Revival – Long As I Can See The Light

## Fordítás
- Ez a szócikk részben vagy egészben  a   Weekend at Barney's című angol Wikipédia-szócikk ezen változatának fordításán alapul.  Az eredeti cikk szerkesztőit annak laptörténete sorolja fel. Ez a jelzés csupán a megfogalmazás eredetét és a szerzői jogokat jelzi, nem szolgál a cikkben szereplő információk forrásmegjelöléseként.